# Vassiliki Kalogera

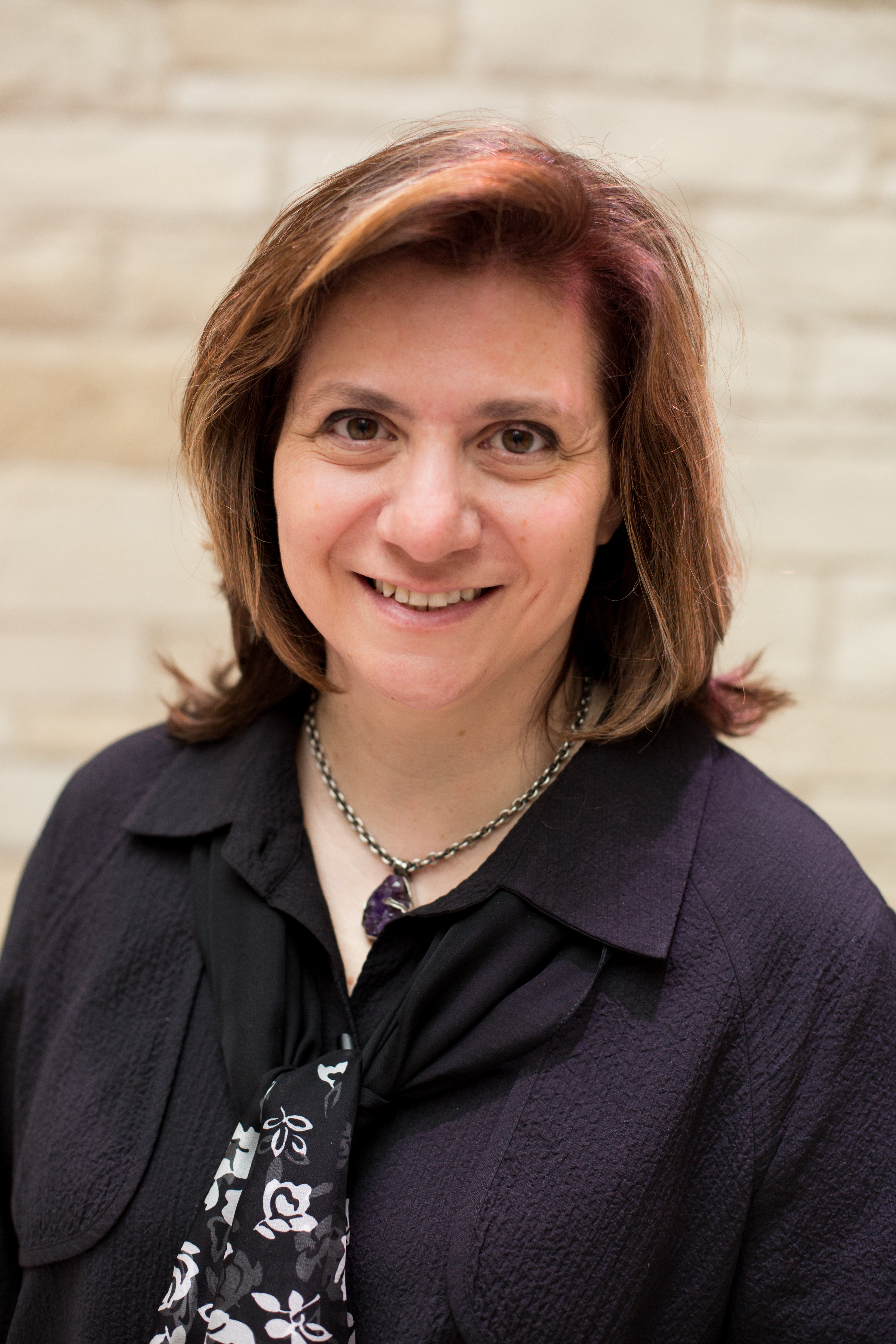
Vassiliki Kalogera

Vassiliki „Vicky“ Kalogera (griechisch Βασιλική «Βίκυ» Καλογερά, * 1971 in Serres) ist eine griechische Astrophysikerin und Astronomin.
Kalogera studierte Physik an der Universität Thessaloniki mit dem Bachelor-Abschluss (Ptychio) 1992 und an der University of Illinois at Urbana-Champaign, an der sie 1994 ihren Master-Abschluss erhielt und 1997 in Astronomie bei Ronald Webbink promoviert wurde (Formation of low mass X-ray binaries). Als Post-Doktorandin war sie am Harvard-Smithsonian Center for Astrophysics. Ab 2001 war sie an der Northwestern University, wo sie 2009 Erastus Otis Haven Professor für Physik und Astrophysik wurde. Dort war sie Mitgründerin des  Center for Interdisciplinary Exploration and Research in Astrophysics (CIERA), dessen Direktor sie ist.
Sie befasst sich mit Entstehung, Entwicklung und Verhalten kompakter Objekte (Weiße Zwerge, Neutronensterne, Schwarze Löcher) in der Astrophysik, etwa deren elektromagnetische und Gravitationswellen-Strahlung. Unter anderem sagte sie voraus, dass kurze Gammablitze aus Verschmelzung umeinanderkreisender Neutronensterne entstehen (über die Bildung eines Schwarzen Lochs mit Akkretionsscheibe aus Kernmaterie). Sie befasste sich unter anderem mit der Frage einer Massenlücke zwischen schwerstem Neutronenstern (etwa 2 Sonnenmassen) und Schwarzen Löchern (ab etwa 5 Sonnenmassen), Röntgendoppelsternen und Millisekunden-Pulsaren sowie Gravitationswellen und ist Mitglied der LIGO-Kollaboration, wo sie sich mit den astrophysikalischen Implikationen der 2015 entdeckten Gravitationswellensignalen befasst.
Sie erhielt den Maria Goeppert-Mayer Award der American Physical Society (APS), den Annie-Jump-Cannon-Preis für Astronomie (2002), den Hans-A.-Bethe-Preis (2016) und den Dannie-Heineman-Preis für Astrophysik (2018). Außerdem erhielt sie den NSF Career Award in Astronomie und ein Stipendium der Simons Foundation und war Packard Fellow. 2018 wurde sie in die National Academy of Sciences gewählt, 2021 in die American Academy of Arts and Sciences.